# ディアナ・エミラ・サリー・スティクノ
ディアナ・エミラ・サリー・スティクノ（インドネシア語: Diana Emilla Sari Sutikno）は、インドネシアの外交官。ジュネーブやニューヨークでの在外勤務、ジャカルタでの本省勤務、国家医薬品食品監督庁（食品医薬品局）への出向を経て、2020年12月に在大阪総領事を拝命、2021年2月に総領事として大阪に着任、2023年9月まで在大阪総領事を務めた。

## 経歴
- 1998年: インドネシア共和国外務省（インドネシア語版、英語版） 入省[5]
- 2003年 - 2007年: 在ジュネーブインドネシア政府代表部 三等書記官及び二等書記官[2]
- 2007年 - 2010年: インドネシア共和国外務省 人権理事会 社会的弱者グループの人権担当副理事[2]
- 2010年 - 2014年: 在ニューヨークインドネシア政府代表部 一等書記官及び参事官[2]
- インドネシア共和国外務省 国際安全保障と軍縮理事会 国際平和と安全担当副理事[2]
- 2017年 - 2020年: 国家医薬品食品監督庁（インドネシア語版、英語版）（食品医薬品局） 協力局長[2]
- 2018年9月 - 12月: 国家医薬品食品監督庁[2]
- 広報及び戦略的リーダーシップ支援局局長代行[2]
- 2020年12月7日: 在大阪インドネシア共和国総領事 拝命[2]
- 2021年2月8日: 在大阪インドネシア共和国総領事 着任[3]
- 2023年9月29日: 在大阪インドネシア共和国総領事 離任[4]